# Ulrich Willers
Ulrich Willers (* 7. September 1949 in Ahlen) ist ein deutscher römisch-katholischer Theologe.

## Leben
Willers studierte Katholische Theologie. Er war von 1990 bis 2015 Hochschullehrer für Katholische Theologie an der Katholischen Universität Eichstätt-Ingolstadt im Fachbereich Fundamentaltheologie.

## Werke (Auswahl)
- Theodizee im Zeichen von Dionysos. Lit, Münster 2003.
- Beten. Francke, Tübingen 2000.
- „Die evangelische Praktik allein führt zu Gott, sie eben ist Gott.“ Pustet, Regensburg 1994.
- Gottesdienst – Kirche – Gesellschaft. 1991.